# Joseph Burnett
Joseph Burnett (ur. 26 grudnia 1899 w Singleton, zm. 19 listopada 1941) – komandor Royal Australian Navy, ostatni dowódca krążownika HMAS "Sydney".
Joseph Burnett urodził się 26 grudnia 1899 roku w Singleton w Nowej Południowej Walii. W 1912 roku wstąpił do Royal Australian Naval College w Geelong, szkołę ukończył w 1917 roku. Został wysłany do Wielkiej Brytanii, gdzie rozpoczął służbę w stopniu midszypmena na pokładzie krążownika liniowego HMAS "Australia". Służył na tym okręcie do zakończenia I wojny światowej, otrzymując awans na stopień podporucznika.
Joseph Burnett pozostał w Royal Navy do 1924 roku, awansując na stopień porucznika i specjalizację artylerzysty. W 1924 roku został oficerem artyleryjskim na HMAS "Adelaide". W tym samym roku ożenił się i powrócił do Australii. W 1927 roku wyjechał ponownie do Wielkiej Brytanii, gdzie rok później został awansowany do stopnia komandora podporucznika i otrzymał przydział na HMAS "Canberra". W roku 1932 awansował na stopień komandora porucznika i rozpoczął naukę w Naval Staff College w Greenwich.
W 1933 roku powrócił do służby w Australii, tym razem na lądzie, jako oficer sztabowy w Melbourne. W 1936 roku wrócił na pokład HMAS "Canberra" jako zastępca dowódcy okrętu. Rok później po raz ostatni wyjechał do Wielkiej Brytanii, tym razem w charakterze zastępcy dowódcy pancernika HMS "Royal Oak". W międzyczasie ukończył kolejne kursy oficerskie i został awansowany na stopień komandora.
Po wybuchu II wojny światowej powrócił do rodzinnego kraju i służby w sztabie marynarki. W październiku 1940 roku reprezentował Royal Australian Navy na międzysojuszniczej konferencji w Singapurze. W maju 1941 roku został dowódcą HMAS "Sydney", przejmując to stanowisko od Johna Collinsa. 19 listopada 1941 roku, wracając do portu we Fremantle na zachodnim wybrzeżu Australii napotkał niemiecki krążownik pomocniczy "Kormoran" dowodzony przez komandora Theodora Detmersa. W bitwie, która zakończyła się zatonięciem obydwu okrętów, dowódca HMAS "Sydney" i cała załoga okrętu zginęli w morzu.